# Гулли (Табасаранский район)
Гулли — упразднённое село в Табасаранском районе Республики Дагестан Российской Федерации. Находится на территории Кужникского сельсовета. Долгое время было заброшено, в настоящее время есть постоянное население. На сентябрь 2022 года селение не получило официальный статус «населённый пункт».

## География
Находится в юго-восточной части республики, в верховьях реки Ханагчай, к югу от села Хараг.

## История
По данным 1885 года село называлось Гудли (Кудли), в нём располагалось 20 хозяйств. Относилось оно к Худжникскому сельскому обществу Северо-Табасаранского наибства Кайтаго-Табасаранского округа.
В данных 1895 года село называлось Гудли (Гули, Кубли, Голи), оно входило в то же самое Хужнинское сельское общество, до этого входило в магал Хырах Северной Табасарани вольной.
По данным на 1926 год село называлось Гули, в административном отношении входило в состав Хужникского сельсовета Кайтаго-Табасаранского округа.
На советских топографических картах на месте села была надпись «разв. Гулли». На современных спутниковых картах видно, что село заселено, в нём имеется около 20 домов.

## Население
| Численность населения | Численность населения | Численность населения | Численность населения | Численность населения | Численность населения | Численность населения |
| 1885                  | 1895                  | 1908                  | 1914                  | 1926                  | 1939                  | 1970                  |
| --------------------- | --------------------- | --------------------- | --------------------- | --------------------- | --------------------- | --------------------- |
| 138                   | ↘117                  | ↘115                  | ↘114                  | ↗116                  | ↗136                  | ↘64                   |

По данным Всесоюзной переписи населения 1926 года, в национальной структуре населения табасараны составляли 100 %.

## Достопримечательности
Рядом с селом находится деревянный Гуллинский мост, являющийся объектом культурного наследия республиканского значения.

## Транспорт
Между селениями Шилле и Гулли есть труднопроходимая дорога; в 2021 году на её участке начато строительство мостового перехода через приток реки Ханаг-чай. 